# 约瑟夫·费尔森斯坦
约瑟夫·费尔森斯坦（英語：Joseph Felsenstein，1942年5月9日—）是一位美国系統分類學家，华盛顿大学教授，知名于开发了PHYLIP程序，1999年当选美国国家科学院院士。